# Лонгари
Лонгари (на гръцки: Λογκάρι) е село в Егейска Македония, Гърция, част от дем Амфиполи, област Централна Македония с 22 жители (2001).

## География
Селото е разположено на брега на Орфанския залив, в южното подножие на Орсовата планина (Кердилия), западно от устието на река Струма (залива Чаязи) и Неа Кердилия, при устието на река Ташли в малкия пролом Ташли.